# På tygeln

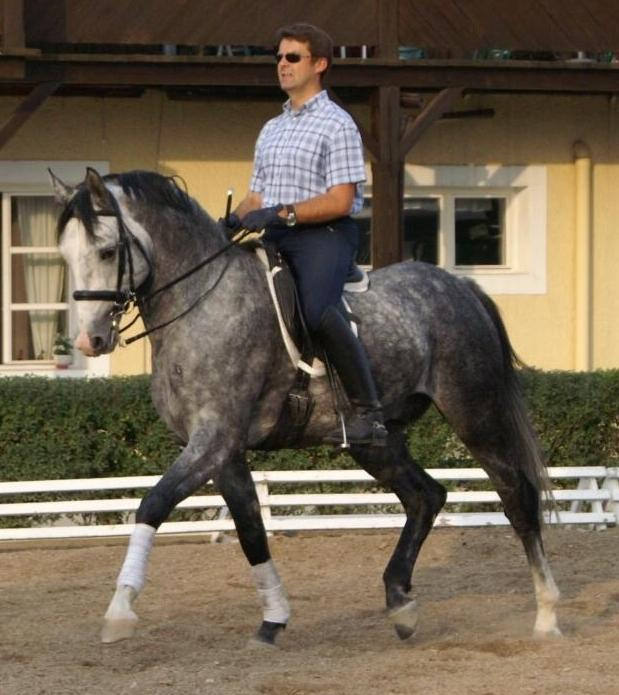
Hästen på tygeln.

På tygeln eller gå på tygeln är ett begrepp inom ridsporten, särskilt dressyr. Att hästen går på tygeln innebär främst att ryttaren har en ständig jämn, lätt och mjuk förbindelse med hästens mun via tyglarna och bettet. 
En häst som går på tygeln rör sig samlat och "trampar under sig". Den böjer samtidigt på nacken och söker stöd via tygeln i ryttarens hand. Detta gör att hästen blir mer fokuserad och mer uppmärksam på ryttarens signaler. För att få en häst på tygeln måste ryttaren först få hästen att tänka framåt så att den kan sträcka nackbandet (det supraspinosa ligamentet), som går från nacke till manke. Man kallar detta för att man har hästen "framför skänkeln". Därefter rider man med en stadig och följsam hand (tyglarna) så att hästen kan ta stöd på bettet. I rätt form (hållning) går hästen korrekt på tygeln bland annat då stödet mellan ryttarens hand och hästens mun känns stabilt och hästen går med mungipan i lodlinjen genom ögat samt att ryttaren även har kontroll över tempo och riktning. Att hästen går på tygeln är en förutsättning för dressyr och även nödvändigt för många moment inom andra grenar av ridsporten. En regel som brukar tillämpas är att vanlig skolridning övergår i dressyr när hästen går på tygeln.

## Fel former
En ovan ryttare men tyvärr även vana ryttare kan ibland rida hästen i fel form. Hästen kan ha böjd nacke och höjd rygg men ändå gå i fel form. Om nosen går för långt fram eller för långt bak kan det vara skadligt för hästens nack- och bogmuskulatur men även på ryggens tornutskott vilket kan resultera i så kallade kissing spines. Förenklat kan man säga att om nosen är för långt indragen mot bogen säger man att hästen går "bakom hand" och om nosen är för högt placerad eller för långt framåt säger man att hästen går "över tygeln" eller "framför hand".

## Bakom hand
Med lodlinje menas en lodrät linje mellan hästens öga samt mungipa. Om ryttaren rider med för hård hand eller "sågar" hästen i munnen med bettet så kan det resultera i att hästen går ”bakom hand”. Många ryttare förstår inte att de "sågar" hästen i munnen då de tar så kallade "ledande tygeltag" upprepade gånger efter varandra. Den typen av hjälpgivning gör att hästen istället släpper bettet och går bakom hand, det vill säga inte på bettet/tygeln. Den här typen av hjälpgivning är skadlig för hästen.
Ett enkelt sätt att se att en häst går bakom hand är att den går med nosen i eller bakom lodlinjen genom ögat och att den svankar med ryggen (vilket kan leda till skador på ryggraden, så kallade "kissing spines"). Hästen ser även ut att ha sänkt frampartiet och höjt bakpartiet, det vill säga motsatsen till hur hästen ser ut när den är korrekt samlad. Om hästen går i en låg form där hästen har "sågats" i munnen så att dess huvud sänks och samtidigt går med nosen mycket nära bringan (så kallad rollkur), så svankar den ibland inte, men det beror då på att musklerna inte är anspända i en sammanhängande muskelkedja "från nackkota till bakhov" utan istället sträckta vilket kan vara skadligt för hästen då den bär en ryttare. I galopp kan hästen välva länden även om den går med nosen i eller bakom lodlinjen genom ögat, men hästens "muskelkedja" är på grund av nosens placering dock inte intakt. Nackbandet måste vara sträckt och hästen kan enbart sträcka det om den går med mungipan i lodlinjen genom ögat. Detta är nödvändigt för att optimera hästens motorik, men även för att undvika skador på bland annat ryggraden.